# Candidatura de Bacu para os Jogos Olímpicos de Verão de 2020
A candidatura da cidade de Bacu (Baku) a sede dos Jogos Olímpicos e Paraolímpicos de Verão de 2020 foi anunciada oficialmente em 1 de setembro de 2011 pelo Comitê Olímpico Internacional. Outras quatro cidades de três continentes se candidataram.